# Fettsäuregeschmack

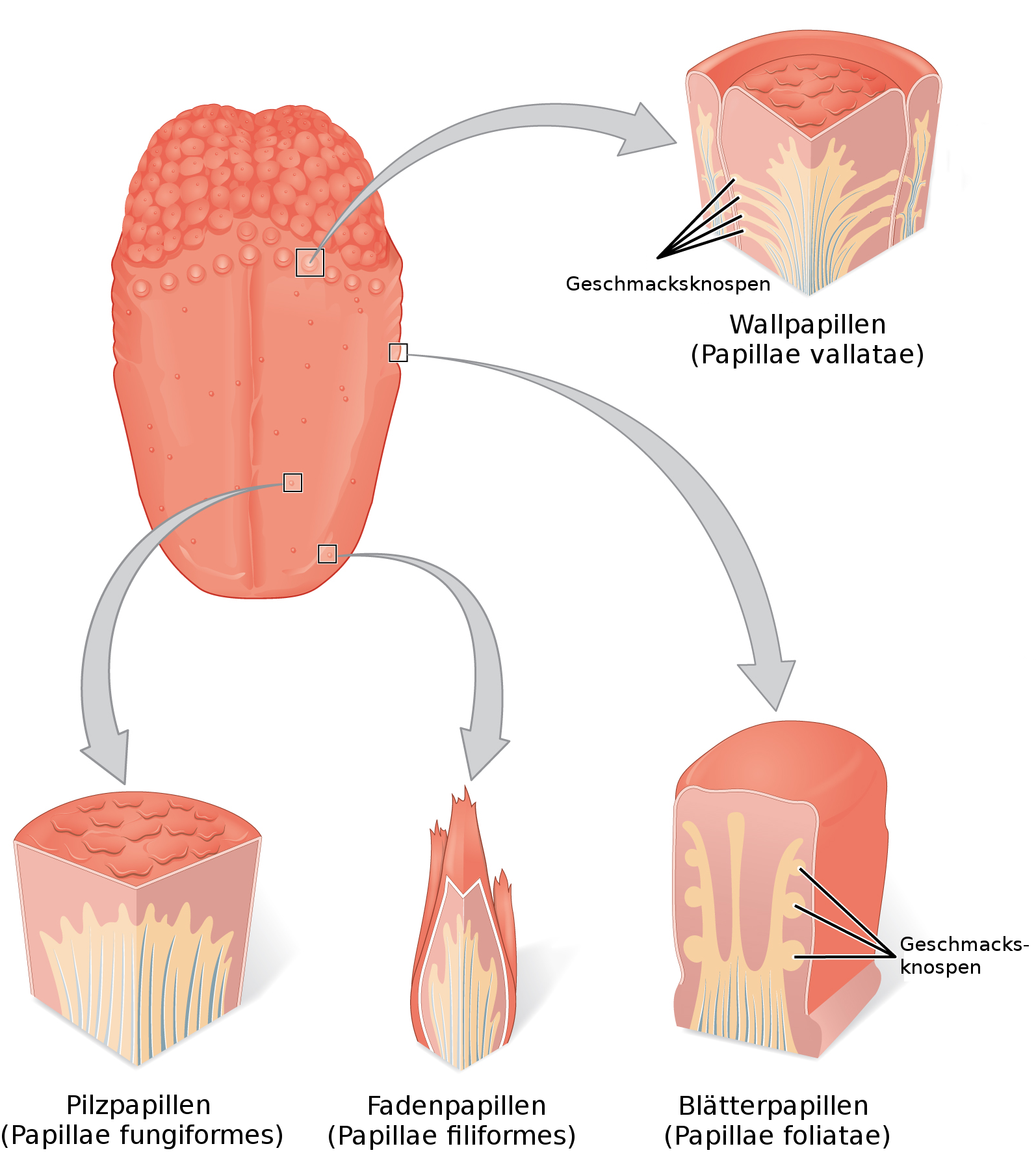
Auf den Wallpapillen (oben rechts) sitzt der Rezeptor für den Fettsäuregschmack

Fettsäuregeschmack (auch lateinisch Oleogustus, zu deutsch etwa ‚Ölgeschmack‘, umgangssprachlich vereinfacht auch Fettgeschmack) bezeichnet eine Sinnesqualität des Geschmackssinns nach Bindung freier Fettsäuren auf der menschlichen Zunge. Der Fettgeschmack dient dem Auffinden kalorienreicher Nahrung (Fette) und essenzieller Fettsäuren.

## Eigenschaften

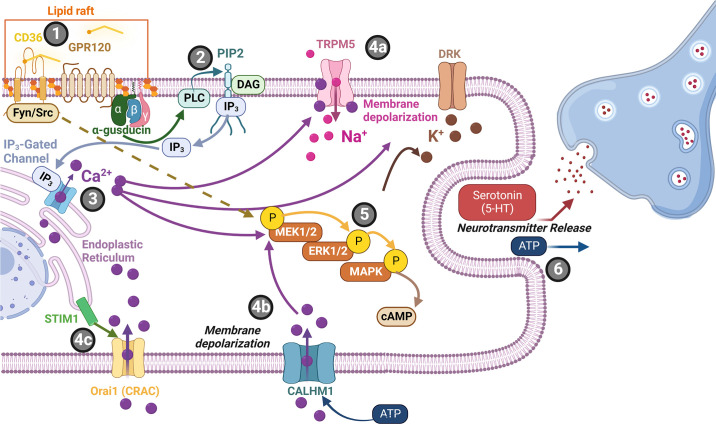
Signaltransduktion nach Aktivierung von CD36

Lang- und mittellangkettige freie Fettsäuren (durch Lipolyse im Mund indirekt auch Fette) aktivieren den Rezeptor CD36 auf Sinneszellen im Bereich der Wallpapillen der Zunge von Menschen und Nagetieren, wodurch im Gehirn der Sinneseindruck für Fett entsteht. Menschen können im Vergleich zu Nagetieren eine größere Anzahl an unterschiedlichen Fettsäuren wahrnehmen. Der G-Protein-gekoppelte Rezeptor GPR120 ist an der Signalweiterleitung der Aktivierung von CD36 beteiligt. Nur in niedrigen Konzentrationen erzeugen langkettige Fettsäuren einen „fettigen“ Geschmack, während in hohen Konzentrationen ein „kratziger“ Geschmack entsteht. Es wird diskutiert, ob es sich beim Fettgeschmack um einen eigenständigen Geschmackssinn mit einem oder zwei Rezeptoren handelt (CD36 und GPR120) oder um eine allgemeinere Wahrnehmung im Sinne von nichtzuordnenbarer Nahrungserkennung handelt.
Der Fettsäuregeschmack ist vermutlich über die Bildung von Oleoylethanolamid am Sättigungsgefühl beteiligt. Er ist nach Geschlecht, Ernährung und BMI unterschiedlich stark ausgeprägt. Es wurden Mutationen (SNPs) des Gens von CD36 beschrieben, die sich auf die Fettsäurewahrnehmung, Fettpräferenz in der Ernährung und Biomarker für manche chronischen Krankheiten auswirken. Bei fettreicher Ernährung wird die Empfindlichkeit der Fettsäurewahrnehmung vermindert und bei fettarmer Ernährung erhöht. Ein empfindlicherer Geschmackssinn für Fettsäuren ist weder Ursache noch Folge von Übergewicht. Ein Fettsäuregeschmack verstärkt einen eventuell vorhandenen Süßgeschmack und wird durch einen Süßgeschmack verstärkt. Eine Veränderung oder Hemmung des Fettsäurerezeptors wird zur Behandlung von Übergewicht untersucht.

## Geschmacksauslösende Stoffe

Ölsäure wird oftmals zur Untersuchung des Fettsäuregeschmacks verwendet

Langkettige Fettsäuren sind Agonisten von CD36 und erzeugen einen Fettgeschmack auf der Zunge, wohingegen das Fett Triolein mit drei veresterten Fettsäuren in Verbindung mit dem Lipase-Hemmer Orlistat den Rezeptor CD36 wenig aktiviert. Fettsäuren, die einen Fettgeschmack hervorrufen sind z. B. Laurinsäure (12:0 bedeutet 12 Kohlenstoffatome und keine Doppelbindung), Myristinsäure (14:0), Myristoleinsäure (14:1), Palmitinsäure (16:0), Palmitoleinsäure (16:1), Stearinsäure (18:0), Vaccensäure (18:1), Ölsäure (18:1), Linolsäure (18:2), α-Linolensäure (18:3), Stearidonsäure (18:4), Gondosäure (20:1), Arachinsäure (20:0), Arachidonsäure (20:4), Behensäure (22:0), n-3-Eicosapentaensäure (20:5), Erucasäure (22:1), n-3-Docosapentaensäure (22:5) und n-3-Docosahexaensäure (22:6). N-Hydroxysuccinimid-Ester langkettiger Fettsäuren hemmen CD36 irreversibel.